# Erich Marcks (Historiker)

Erich Marcks (1907)

Erich Marcks (* 17. November 1861 in Magdeburg; † 22. November 1938 in Berlin) war ein deutscher Historiker.

## Leben und Werk
Der Sohn des evangelischen Architekten und Regierungsbaumeisters Albrecht Marcks († 1888) studierte nach dem Besuch des Magdeburger Pädagogiums zum Kloster Unser lieben Frauen ab 1879 Alte Geschichte zunächst an der Universität Straßburg, später in Bonn und Berlin, u. a. bei liberalen Lehrern wie Heinrich Nissen und Theodor Mommsen. 1884 wurde Marcks bei Nissen in Straßburg über ein Thema aus der römischen Geschichte (Die Überlieferung des Bundesgenossenkrieges 91–89 vor Christus) promoviert. Unter dem Einfluss Hermann Baumgartens und Heinrich von Treitschkes orientierte er sich zur Neueren und Neuesten Geschichte und habilitierte sich 1887 in Berlin bei Letztgenanntem über Caspar von Coligny und die Ermordung Franz von Guises, ergänzt durch seine bis dahin vorgelegten Aufsätze.
Im Jahr 1892 berief die Universität Freiburg Marcks zum ordentlichen Professor. Weitere Stationen seiner wissenschaftlichen Karriere waren Professuren in Leipzig 1894, Heidelberg 1901, Hamburg 1907, die USA, wo er 1912 als Gastprofessor tätig war, und seit 1913 München. 1922 wurde er nach Berlin berufen, wo er bis zu seiner Emeritierung 1928 lehrte.
Marcks war aus seiner Leipziger Zeit ab 1898 Mitglied der Sächsischen Akademie der Wissenschaften. Seit 1898 war er korrespondierendes und während seiner Tätigkeit in München von 1913 bis 1922 ordentliches Mitglied der Bayerischen Akademie der Wissenschaften und dazu ab 1923 Präsident der Historischen Kommission bei der Bayerischen Akademie der Wissenschaften. Ab 1922 war er ordentliches Mitglied der Preußischen, 1936 wurde er Mitglied der Wiener Akademie der Wissenschaften. Von 1902 bis 1903 war er Vorsitzender des deutschen Historikerverbandes. 1900 erhielt er das Ritterkreuz 1. Klasse des Königlich Sächsischen Verdienstordens, 1903 das Ritterkreuz 1. Klasse mit Eichenlaub des badischen Ordens vom Zähringer Löwen.
Ab 1910 war Marcks Mitherausgeber der Historischen Zeitschrift neben seinem Freund Friedrich Meinecke, mit dem zusammen er 1922 auch zum „Historiographen des preußischen Staates“ ernannt wurde.
Marcks war als Neu-Rankeaner zwar erklärter Anhänger der „objektivierten“ Geschichtsschreibung Leopold von Rankes, entwickelte sich jedoch unter dem Einfluss Treitschkes zu einem der führenden Vertreter einer nationalistisch politisierten Geschichtswissenschaft. Sein davon geprägtes Hauptwerk war eine seinerzeit sehr einflussreiche zweibändige Biografie Otto von Bismarcks (erschienen 1909 und 1915), die den ersten Reichskanzler als Vollender der deutschen Geschichte feierte und mit der sich Marcks als Verkünder des autoritären Machtstaates zeigte.
Das „Dritte Reich“ betrachtete Marcks als zeitgemäße Wiedererrichtung des Bismarck-Reiches, und so wurde er 1935 Ehrenmitglied von Walter Franks nationalsozialistischem Reichsinstitut für Geschichte des neuen Deutschlands. Zudem wurde er 1936 mit dem Adlerschild des Deutschen Reiches geehrt, der in der Weimarer Republik gestifteten höchsten zivilen Auszeichnung des Deutschen Reiches.
Aus Marcks 1889 geschlossener Ehe mit Friederike von Sellin (* 1865) gingen die drei Söhne Albert, der 1914 im Ersten Weltkrieg fiel, der spätere General Erich und Otto hervor. Die Tochter Gertrud (Gerta) heiratete Marcks’ Schüler Willy Andreas. Ein Vetter von Erich Marcks war der Bildhauer und Grafiker Gerhard Marcks.
Erich Marcks starb, nur wenige Tage nach seinem 77. Geburtstag, am 22. November 1938 in Berlin. Sein Grab auf dem Friedhof Heerstraße in Berlin-Westend (Feld 8B-35/36) wurde nach 2005 abgeräumt.

## Schriften (Auswahl)
- Die Überlieferung des Bundesgenossenkrieges 91–89 v. Chr. Elwert, Marburg 1884 (Dissertation, Universität Straßburg 1884).
- Gaspard von Coligny. Sein Leben und das Frankreich seiner Zeit. Stuttgart 1892.
- Kaiser Wilhelm I. Duncker & Humblot, Leipzig 1897, 9. Auflage 1943.
- Königin Elisabeth von England und ihre Zeit. Velhagen & Klasing, Bielefeld 1897.
- Die Zusammenkunft von Bayonne. Das französische Staatsleben und Spanien in den Jahren 1563–1567. Straßburg 1898.
- Bismarck. Eine Biographie. Band 1: Bismarcks Jugend 1815–1848. Cotta, Stuttgart 1909.
- Alfred Lichtwark und sein Lebenswerk. Quelle & Meyer, Leipzig 1914; Nachdruck Hamburg 2011.
- Männer und Zeiten. Aufsätze und Reden zur neueren Geschichte. 2 Bände. Leipzig 1911, 7. Auflage 1941.
- Otto von Bismarck – ein Lebensbild. Cotta, Stuttgart 1915, 28. Auflage 1935.
- Geschichte und Gegenwart. 5 Historisch-politische Reden. Deutsche Verlagsanstalt, Stuttgart 1925.
- (Mitbearb.): Das Zeitalter der religiösen Umwälzung. Reformation und Gegenreformation. 1550–1660 (= Propyläen Weltgeschichte. Band 5), Berlin 1930.
- mit Ernst von Eisenhart-Rothe: Paul von Hindenburg als Mensch, Staatsmann, Feldherr. Stollberg, Berlin 1932.
- Der Aufstieg des Reiches. Deutsche Geschichte von 1807–1871/78. 2 Bände. Band 1: Die Vorstufen. Band 2: Bismarck. Deutsche Verlagsanstalt, Stuttgart 1936.
- Bismarck und die deutsche Revolution 1848–1851. Aus dem Nachlass hrsg. und eingeleitet von Willy Andreas. Deutsche Verlagsanstalt, Stuttgart 1939.
- Englands Machtpolitik. Vorträge und Studien. Neu hrsg. und eingeleitet von Willy Andreas. Deutsche Verlagsanstalt, Stuttgart 1940.